# Kefermarkt
Kefermarkt är en ort och kommun i Österrike. Den ligger i distriktet Freistadt i förbundslandet Oberösterreich, 140 km väster om huvudstaden Wien. I ortens kyrka finns Kefermarkts altartavla.
Kommunen består av 12 orter (Ortschaften) (inom parentes invånarantal 1 januari 2024):

- Albingdorf (126)
- Dörfl (298)
- Freidorf (29)
- Galgenau (86)
- Harterleiten (93)
- Kefermarkt (893)
- Lest (304)
- Miesenberg (72)
- Pernau (82)
- Wagrein (16)
- Weinberg (63)
- Wittinghof (138)